# Fiasko (powieść Stanisława Lema)
Fiasko – powieść Stanisława Lema należąca do gatunku fantastyka naukowa (i podgatunku hard science fiction) wydana pierwotnie w języku niemieckim w 1986 w Niemczech przez wydawnictwo S. Fischer Verlag. W Polsce wydana po raz pierwszy w 1987 przez Wydawnictwo Literackie. Jej fabuła obraca się wokół konfrontacji człowieka z naturą kosmosu oraz inteligencją pozaziemską i pozostaje w związku treściowym z wcześniejszym cyklem Opowieści o pilocie Pirxie tego samego autora.
W powieści autor wykorzystał fragment własnego opowiadania Kryształowa kula ze zbioru Sezam i inne opowiadania (1954). Nieukończone opowiadanie o Pirxie pt. Las Birnam zostało opublikowane jako pierwszy rozdział powieści.
Powieść była nominowana do nagrody im. Arthura C. Clarke’a w 1988 roku.

## Opis fabuły
Początkowo akcja toczy się na Tytanie, księżycu Saturna, gdzie bohater Angus Parvis poszukując zaginionych budowniczych kopalni oraz komandora Pirxa, który ruszył im na ratunek, sam popełnia błąd w obcym człowiekowi, mieszkańcowi Ziemi, terenie i staje w obliczu nieuchronnej śmierci. W nadziei wskrzeszenia przy pomocy przyszłych zdobyczy nauki, dokonuje aktu szczególnego samobójstwa przez poddanie się hibernacji.
Po około stuleciu, na pokładzie statku kosmicznego zmierzającego w kierunku nieznanej cywilizacji pozaziemskiej z planety Kwinta, zostaje ożywiona jedna z osób, których ciała odnaleziono na Tytanie. Naukowcy przypuszczają, że uratowanym może być Parvis lub Pirx, lecz również po wskrzeszeniu członkom załogi nie udaje się ustalić jego danych personalnych, w związku z czym występuje dalej pod przybranym imieniem i nazwiskiem jako Marek Tempe. Konstrukcja powieści, wykluczająca tzw. narratora wszechwiedzącego, pozostawia czytelnika w niepewności co do możliwego rozwiązania zagadki tożsamości bohatera.
Kiedy statek dolatuje do celu, jedno z najistotniejszych zadań w zakresie kontaktu bezpośredniego z obcą cywilizacją zostaje powierzone wskrzeszonemu. Porozumienie między „braćmi w rozumie” okazuje się jednak ostatecznie niemożliwe na skutek zbyt głębokich różnic biologicznych oraz kulturowych i kończy się tytułowym fiaskiem.

## Świat przedstawiony
Akcja powieści dzieje się w dalekiej przyszłości, w której ludzkość dysponuje niezwykle zaawansowaną technologią. Statek, którym podróżują bohaterowie, zostaje rozpędzony napędem fotonowym, a później korzysta z tzw. silnika strumieniowego Bussarda – odrzutowego napędu termojądrowego. Jest on wyposażony w tzw. „komputery ostateczne” – zawierające procesory mające największą możliwą moc obliczeniową.

## Ocena dzieła
Fiasko to ostatnia powieść Stanisława Lema. Stanowi ona szczególne podsumowanie wielowątkowej beletrystycznej twórczości pisarza. Wielostronnie i dynamicznie przedstawia w niej uwikłanie człowieka we własną naturę, zdeterminowaną ziemskimi warunkami. W ten sposób autor, nie po raz pierwszy, sceptycznie odnosi się do możliwości kontaktu z naszymi „braćmi w Kosmosie”. Ostateczną przeszkodą okazuje się nie sama odległość, lecz odmienność.
W utworze znajduje się wiele podobieństw i nawiązań do pierwszych powieści fantastycznych Lema. Szczegółowe opisy techniczne, motyw pionierskiej wyprawy, załoga statku kosmicznego złożona z samych mężczyzn różnej narodowości, zagłada pozaziemskiej cywilizacji – przywodzą na myśl utwór Astronauci (1951). Natomiast opis przyjęcia na pokład po drodze dodatkowego pasażera, wymagającego „wskrzeszenia” i pozbawionego pamięci, wskazuje na analogię do Obłoku Magellana (1955). Również w Obłoku… pierwsza próba nawiązania kontaktu z obcą cywilizacją kończy się niepowodzeniem, jednak Lem kończy narrację tamże zostawiając optymistyczne nadzieje na dalszy rozwój wydarzeń. Pojawiający się w Fiasku dylemat na temat podjęcia decyzji o dokonaniu interwencji w konflikt występujący wśród mieszkańców obcej cywilizacji przypomina fabułę powieści Eden (1959). W pisanym wcześniej utworze Ziemianie odlecieli pozostawiając sprawy ich własnemu biegowi.
Utwór można odczytywać jako opinię autora o fiasku literatury fantastycznonaukowej. Najważniejszy motyw tego gatunku literackiego – kontakt z odmienną cywilizacją – został tutaj wymownie sparodiowany. Najeźdźcą z kosmosu i agresorem staje się człowiek, nie zaś „źli” kosmici opisywani w powieściach Wellsa czy Heinleina. W dodatku motywem agresji okazały się „dobre chęci” nawiązania kontaktu za wszelką cenę.
Na motywach powieści w 2020 roku Magda Szpecht wyreżyserowała  w Narodowym Starym Teatrze im. Heleny Modrzejewskiej w Krakowie spektakl pod tym samym tytułem.